# Atonguito
Atonguito är en ort i Mexiko.   Den ligger i kommunen San José Iturbide och delstaten Guanajuato, i den centrala delen av landet, 220 km nordväst om huvudstaden Mexico City. Atonguito ligger 2 065 meter över havet och antalet invånare är 194.
Terrängen runt Atonguito är en högslätt. Runt Atonguito är det ganska tätbefolkat, med 120 invånare per kvadratkilometer. Närmaste större samhälle är San José Iturbide, 8,2 km söder om Atonguito. Trakten runt Atonguito består till största delen av jordbruksmark.